# العلاقات اللبنانية الناوروية
العلاقات اللبنانية الناوروية هي العلاقات الثنائية التي تجمع بين لبنان وناورو.

## مقارنة بين البلدين
هذه مقارنة عامة ومرجعية للدولتين:
| وجه المقارنة                                              | لبنان                                                                | ناورو                          |
| --------------------------------------------------------- | -------------------------------------------------------------------- | ------------------------------ |
| المساحة (كم2)                                             | 10.45 ألف                                                            | 21                             |
| عدد السكان (نسمة)                                         | 6.10 مليون                                                           | 10.08 ألف                      |
| الكثافة السكانية (ن./كم²)                                 | 583.73                                                               | 48.00 ألف                      |
| العاصمة                                                   | بيروت                                                                | ضاحية يارين                    |
| اللغة الرسمية                                             | اللغة العربية، لغة فرنسية                                            | اللغة الناورونية، لغة إنجليزية |
| العملة                                                    | ليرة لبنانية                                                         | دولار أسترالي                  |
| الناتج المحلي الإجمالي (بليون دولار)                      | 51.84 مليار                                                          | 113.88 مليون                   |
| الناتج المحلي الإجمالي (تعادل القوة الشرائية) بليون دولار | 81.54 مليار                                                          | 162.98 مليون                   |
| الناتج المحلي الإجمالي الاسمي للفرد دولار أمريكي          | 8.05 ألف                                                             | 9.83 ألف                       |
| الناتج المحلي الإجمالي للفرد دولار أمريكي                 | 17.46 ألف                                                            |                                |
| مؤشر التنمية البشرية                                      | 0.769                                                                |                                |
| رمز المكالمات الدولي                                      | +961                                                                 | +674                           |
| رمز الإنترنت                                              | .lb                                                                  | .nr                            |
| المنطقة الزمنية                                           | ت ع م+02:00، ت ع م+03:00، توقيت شرق أوروبا، توقيت شرق أوروبا الصيفي ‏ | ت ع م+12:00                    |

## منظمات دولية مشتركة
يشترك البلدان في عضوية مجموعة من المنظمات الدولية، منها:
| علم المنظمة | اسم المنظمة                   | تاريخ انضمام لبنان | تاريخ انضمام ناورو |
| ----------- | ----------------------------- | ------------------ | ------------------ |
|             | منظمة الشرطة الجنائية الدولية | ?                  | ?                  |
|             | يونسكو                        | 4 نوفمبر 1946      | 17 أكتوبر 1996     |
|             | منظمة حظر الأسلحة الكيميائية  | ?                  | ?                  |
|             | الاتحاد البريدي العالمي       | ?                  | ?                  |
|             | الأمم المتحدة                 | 24 أكتوبر 1945     | 14 سبتمبر 1999     |
|             | الاتحاد الدولي للاتصالات      | 12 يناير 1924      | 10 يونيو 1969      |